# Autobiografia

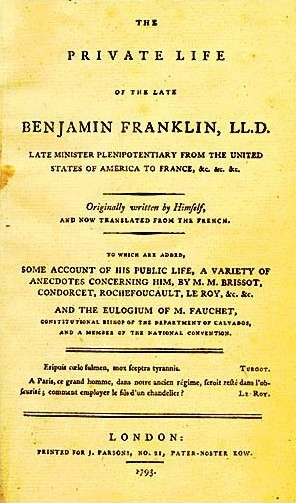
Coberta de la primera edició en anglès de l'autobiografia de Benjamin Franklin del 1793.

Una autobiografia és una narrativa de la pròpia vida. El narrador és el protagonista principal que explica els fets més destacats de la seva existència en primera persona. Tècnicament és el que s'anomena un narrador intrahomodiegètic. Aquest punt de vista és el que diferencia aquest gènere de la biografia ordinària, on un escriptor es documenta i tracta de ser objectiu respecte al personatge revisat. El valor de l'autobiografia (també coneguda com a memòries) rau en el caràcter testimonial, en els sentiments i interpretacions de l'autor-personatge. Alguna novel·la fa veure que és una autobiografia per aportar versemblança al que explica.
L'autobiografia és també una tècnica de recerca qualitativa.